# Раисов, Борис Исаакович
Бори́с Исаа́кович Раи́сов (настоящая фамилия Кац; 27 февраля 1928, Дондюшаны, Бессарабия — 8 октября 1984, Кишинёв) — молдавский советский оперный певец (баритон). Народный артист Молдавской ССР (1980).

## Биография
Окончил среднюю школу в Дондюшанах. Во время службы в армии стал хористом флотского ансамбля и после демобилизации работал в хоре Черновицкого драматического театра.
Борис Раисов окончил Кишинёвскую консерваторию в 1958 году, воспитанник Д. Г. Гершфельда.
9 июня 1956 года участвовал в премьере оперы Давида Гершфельда «Грозован» (заглавная роль гайдука Григория Грозована), которой открылся Молдавский государственный театр оперы и балета (роль Флорики исполняла Регина Есина, 1921—2002).
В 1956—1960 годах и с 1962 года — солист Молдавского театра оперы и балета в Кишинёве. В 1960—1962 годах — солист Башкирского театра оперы и балета.
Среди известных партий Раисова: Грязной в Царской невесте, Князь в Чародейке, Томский в Пиковой даме, Галицкий в Князе Игоре, Яго в Отелло, Риголетто, Фигаро, Скарпиа, Тонио, Валентин, Тадео и другие.
На камерных выступлениях Раисову аккомпанировала Г. Б. Страхилевич. С аккомпаниатором Серго Бенгельсдорфом выступал с программами еврейских песен (на идише).
Удостоен звания Заслуженного артиста Молдавской ССР в 1964 году, Народного артиста Молдавской ССР — в 1980 году.